# 18 Wheels Of Steel
18 Wheels of Steel är en datorspelserie från SCS Software. Det finns fem spel i serien. De är: 18 Wheels of Steel...
- Across America
- Pedal to the Metal
- Convoy
- Haulin'
- American Long Haul

Spelen går ut på att frakta last med lastbilar till olika städer i USA.